# Index Librorum Prohibitorum. Being Notes Bio- Icono- graphical and Critical, on Curious and Uncommon Books

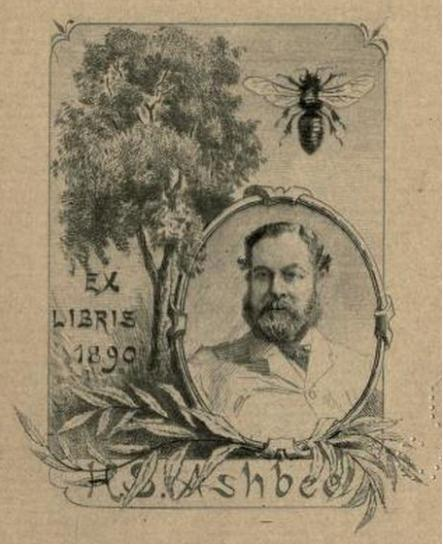
Exlibris von Henry Spencer Ashbee mit Porträt, Esche und Biene

Index Librorum Prohibitorum. Being Notes Bio- Icono- graphical and Critical, on Curious and Uncommon Books ist eine Bibliografie erotischer Literatur von Henry Spencer Ashbee, die er unter dem Pseudonym Pisanus Fraxi 1877 als Privatdruck veröffentlichte. Der vollständige Titel lautet: Index Librorum Prohibitorum: Being Notes Bio- Icono- graphical and Critical, on Curious and Uncommon Books. Das Werk war das erste von insgesamt drei Werken, die auch unter dem Sammeltitel Index Librorum Prohibitorum zusammengefasst werden. Der Titel lehnt sich ironisch an den Index librorum prohibitorum an, den Kanon der von der katholischen Kirche verbotenen Bücher. Die beiden anderen Bibliographien waren Centuria Librorum Absconditorum („Hundertschaft der verborgenen Bücher“, 1879) und Catena Librorum Tacendorum („Kette der zu verschweigenden Bücher“, 1885).
Das Pseudonym Pisanus Fraxi ist ein skatologisches Anagramm aus fraxinus (lateinisch für „Esche“, englisch „ash“) und apis (lateinisch für „Biene“, englisch „bee“), zusammen also „ash-bee“.
Die Werke wurden aufwändig gedruckt, und die bibliografischen Beschreibungen der Werke waren detailliert, mit zahlreichen Fußnoten und teils längeren Auszügen. Sie erschienen in nur geringer Auflage, zum Beispiel 250 Exemplare beim Index Librorum Prohibitorum. So erreichten sie nur ein kleines Publikum und waren bis zu ihrem Nachdruck 1960 weitgehend vergessen. Seither fand die Arbeit Ashbees jedoch zunehmend Anerkennung, und der Index Librorum Prohibitorum gilt mittlerweile als Standardwerk für die viktorianische erotische und klandestine Literatur.
Gershon Legman sieht die Bedeutung von Ashbees Bibliographien zum einen darin, dass Ashbee sich nicht darauf beschränkte, lediglich die bibliographischen Daten eines Werks anzugeben, sondern ausführlich daraus zitierte und den Inhalt zusammenfasste und würdigte. Er konnte dies tun, da er wohlhabend war und unbedenklich betreffend Umfang und damit Druckkosten sein konnte, zum anderen in der Seltenheit der behandelten Werke.

„In very many cases nothing more is known today, or will probably ever be known, of certain works quoted by Ashbee, than the passages he quotes; the books themselves having disappeared since.“

„In sehr vielen Fällen ist von bestimmten Werken, die Ashbee zitiert, heute nicht mehr bekannt, als die von ihm zitierten Passagen, und die Bücher selbst sind inzwischen verschwunden.“

## Inhalt

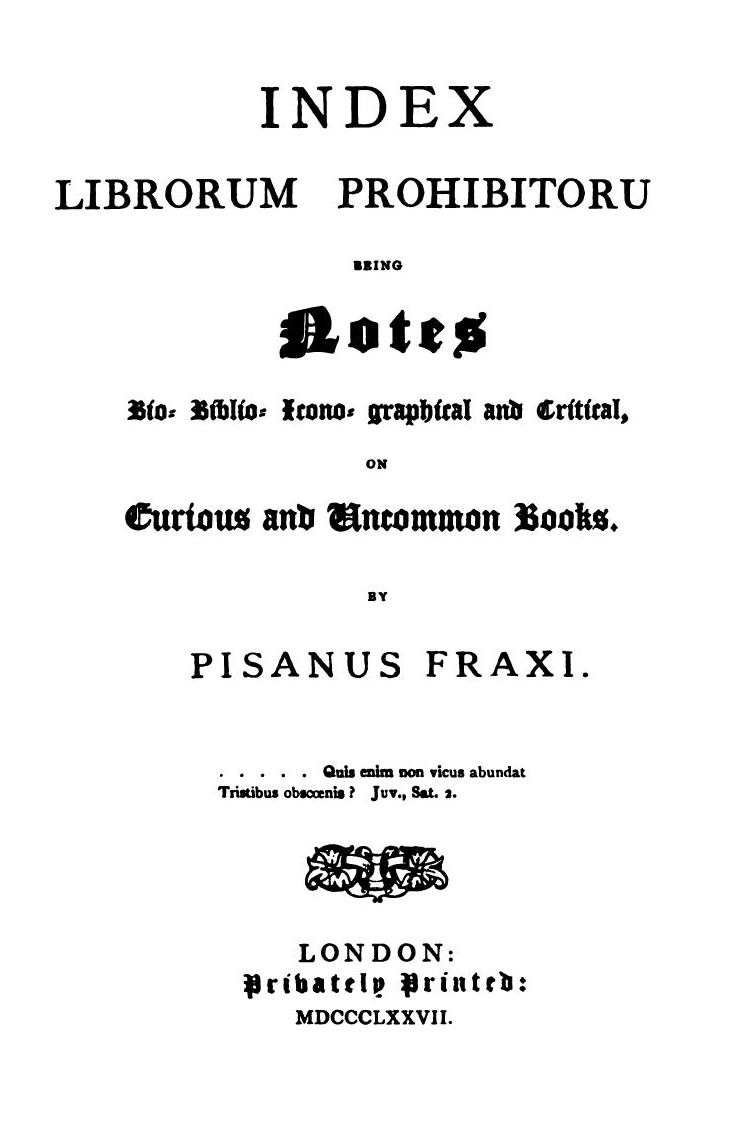
Titel von Index Librorum Prohibitorum (1877)

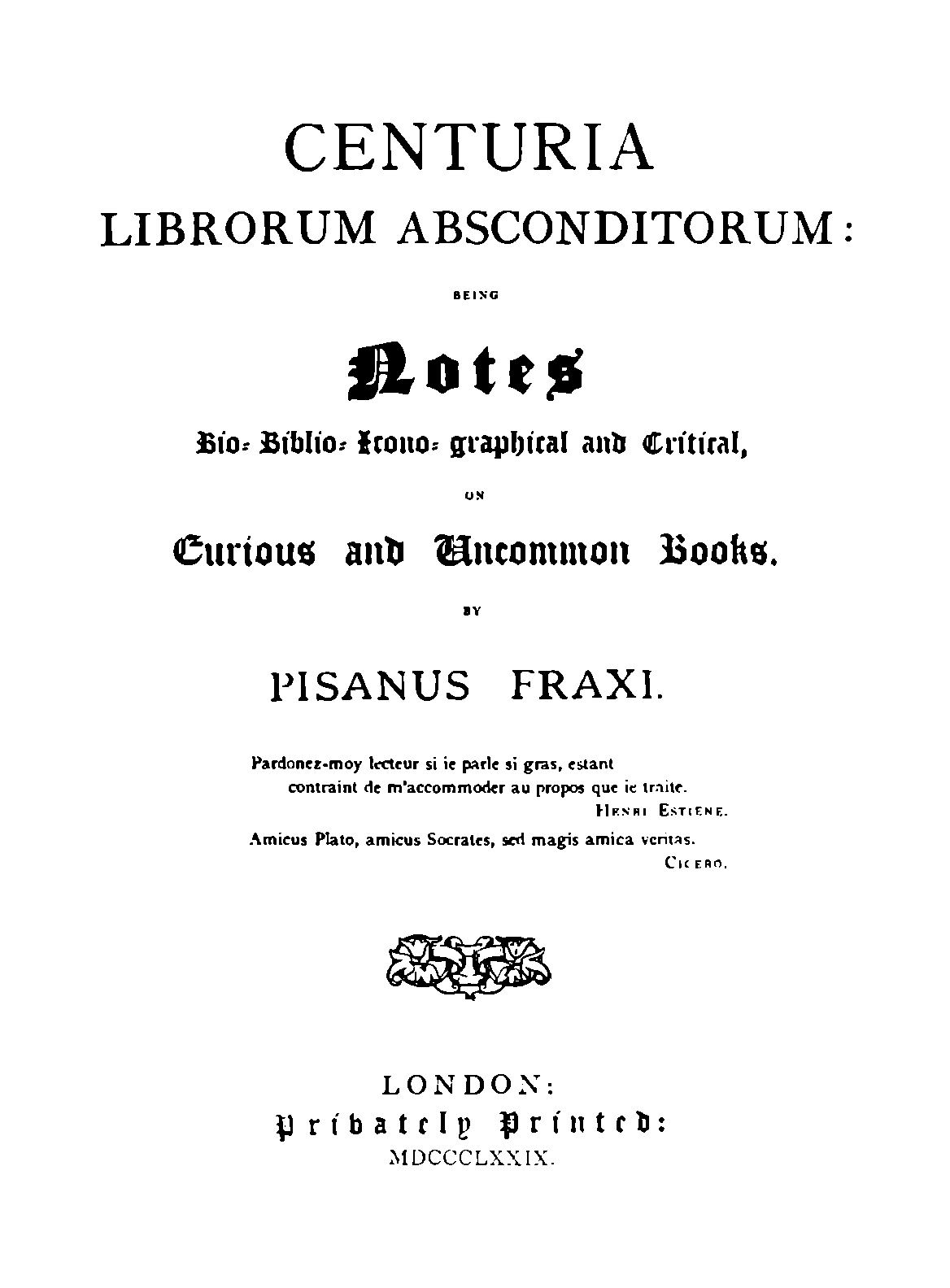
Titel von Centuria Librorum Absconditorum (1879)

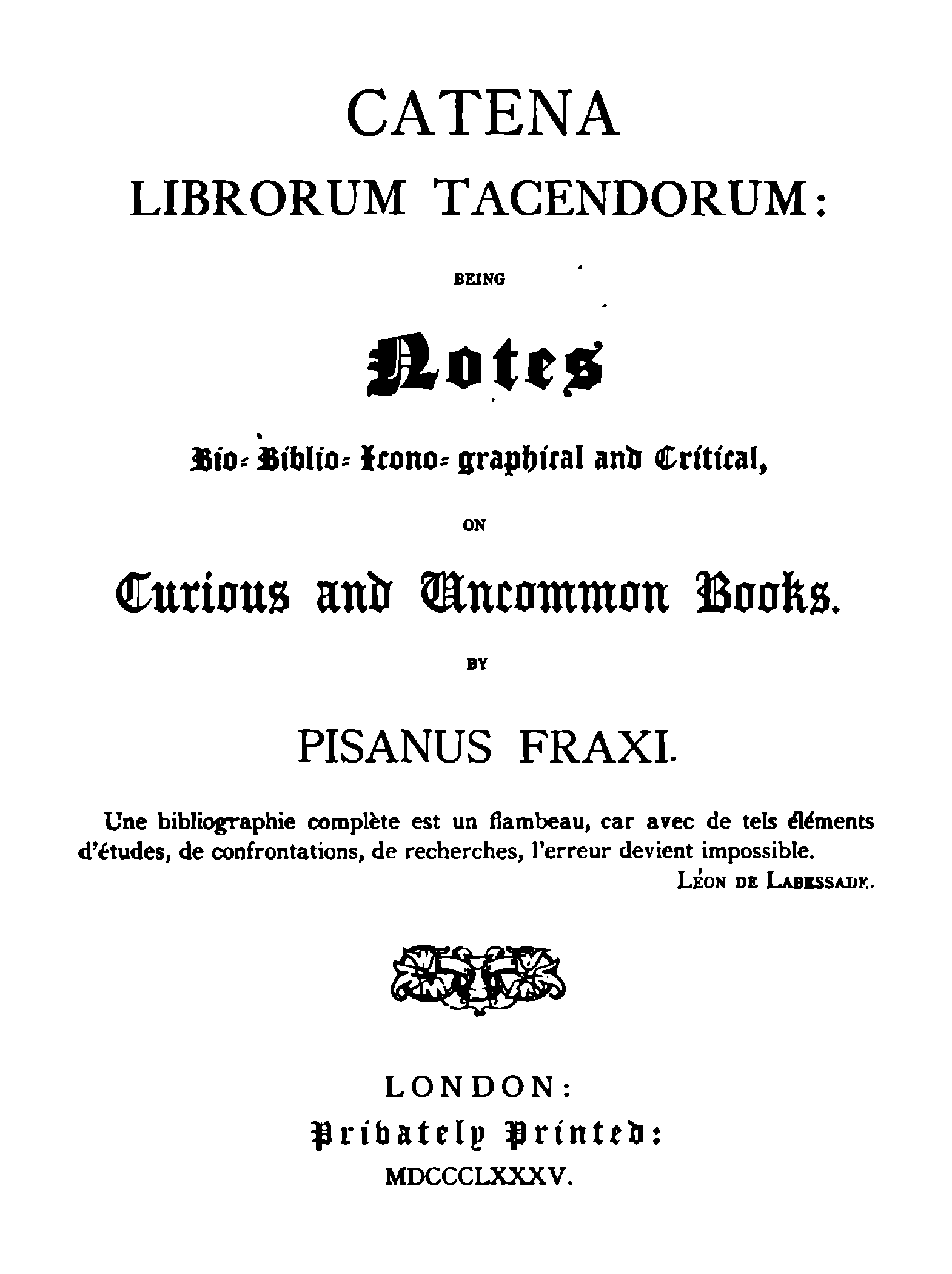
Titel von Catena Librorum Tacendorum (1885)

Die Einträge sind im 1. Band alphabetisch nach Titeln geordnet, im 2. und 3. Band folgen sie keinem System und keiner lexikalischen oder chronologischen Ordnung. Zeiten, Titel und Sprachen (vorwiegend Englisch und Französisch) sind bunt gemischt. Einzelne Einträge erstrecken sich meist über mehrere und teilweise über ein Dutzend Seiten. Ashbee hat offenbar Werke in der Reihenfolge abgehandelt, wie sie ihm vor Augen oder in den Sinn kamen. Ein Großteil dürfte aus seiner eigenen umfassenden Sammlung von Erotica stammen, die nach seinem Tod in den Besitz der British Library kam, manche auch aus dem Besitz von befreundeten Sammlern. Es handelt sich bei den drei Bibliographien Ashbees allerdings nicht um einen Katalog seiner Sammlung, und die darin behandelten Werke finden sich auch nur teilweise in den Beständen der British Library.
Die Strukturlosigkeit bei der Reihenfolge der Einträge wird ausgeglichen durch mehrere Anhänge, nämlich ein umfangreiches und detailliertes Register und eine Liste der verwendeten Referenzwerke, sowie Ergänzungen und Errata in jedem Band. Was den Umfang des Registers betrifft, so zitiert Ashbee im 1. Band Lord Henry Brougham: „Ein Buch und ein Register müssen nach entgegengesetzten Prinzipien erstellt werden. Ein gutes Buch kann nicht zu knapp sein – ein gutes Register kann kaum zu ausführlich sein.“
Im Vorwort zum 1. Band schrieb Ashbee über die Arbeit des Bibliografen:

„It is not in the competency of every one, however fond of books, adequately to catalogue, describe, and classify them. But to extract from them their pith and marrow, and to put the same  in a useful, convenient, and readable form, so as to be a lasting and trustworthy record (and this I take to be bibliography in its highest sense), is a noble and elevating pursuit, which  requires tact, delicacy, discrimination, perspicuity, not to mention patience, and untiring assiduity.“

„Es liegt nicht in der Fähigkeit eines jeden, wie sehr er Bücher auch lieben mag, sie angemessen zu katalogisieren, zu beschreiben und zu klassifizieren. Aber aus ihnen ihren Wesenskern zu extrahieren und sie in eine nützliche, bequeme und lesbare Form zu bringen, so dass sie eine dauerhafte und vertrauenswürdige Darstellung bilden (und das verstehe ich unter Bibliographie in ihrem höchsten Sinne), ist eine edle und erhebende Arbeit, die Takt, Feingefühl, Urteilsvermögen und Scharfsinn erfordert, ganz zu schweigen von Geduld und unermüdlichem Fleiß.“

Und am Ende des 3. Bandes findet sich ein Gedicht von Ashbee On Quoting Authorities:
Unless you’ve read it with your eyes

Set nothing down, nor ought surmise

Imagination leads to lies

In Bibliography. The wise

Know well this golden rule to prize.

But if a beaten path you tread,

(You surely must if much you’ve read)

And needs must say what has been said.

Give your Authority—be terse—

Quote Author, Title, Chapter, Verse,

That each one to the fountain head

At once and surely may be led.

And read himself what you have read.
Dementsprechend hat Ashbee es sich bei seiner bibliografischen Arbeit zum Prinzip gemacht, nur Bücher zu beschreiben, die er zur Hand gehabt hat (Autopsie), und nur den Inhalt jener Bücher wiederzugeben und zusammenzufassen, die er gelesen hat.
Was die Bedeutung der von ihm behandelten Texte betrifft, so schreibt Ashbee:

„I maintain that no production of the human brain should be ignored, entirely disregarded, or allowed to become utterly lost; for every writing, however trifling or insignificant it may seem, has a value for the true student, in estimating the indvidual who wrote it, or the period in which it was produced. […] To the bibliomaniac, the real lover of books for their own sake, these unknown and outcast volumes, these pariahs of literature, are infinitely more interesting than their better known and more universally cherished fellows, and acquire additional value for him in proportion to the persecution they have suffered, their scarcity, and the difficulty he experiences in acquiring them.“

„Ich meine, dass keine Erfindung des menschlichen Gehirns ignoriert, völlig außer Acht gelassen oder dem völligen Vergessen überlassen werden sollte; denn jede Schrift, wie unbedeutend sie auch erscheinen mag, hat für den wahren Forscher einen Wert, wenn es darum geht, den Menschen, der sie geschrieben hat, oder die Zeit, in der sie entstanden ist, zu würdigen. […] Für den Bibliomanen, den wirklichen Liebhaber von Büchern um ihrer selbst willen, sind diese unbekannten und verfemten Bände, diese Parias der Literatur, unendlich viel interessanter als ihre bekannteren und allgemein geschätzten Verwandten, und sie gewinnen für ihn einen zusätzlichen Wert im Verhältnis zu der Verfolgung, die sie erlitten haben, ihrer Seltenheit und den Mühen, die er hat, sie zu erwerben.“

## Ausgaben
- Index Librorum Prohibitorum : Being Notes Bio- Icono- graphical and Critical, on Curious and Uncommon Books. [Privatdruck], London 1877 (Digitalisat).
  - Nachdrucke: Charles Skilton, London 1960. Als: Bibliography of prohibited books. Bio – Biblio – Icono – graphical and Critical Notes on Curious, Uncommon and Erotic Books. Jack Brussel, New York 1962 (mit einer Einführung von Gershon Legman).
- Centuria Librorum Absconditorum : Being Notes Bio- Icono- graphical and Critical, on Curious and Uncommon Books. [Privatdruck], London 1879 (Digitalisat).
  - Nachdruck: Charles Skilton, London 1960.
- Catena Librorum Tacendorum : Being Notes Bio- Icono- graphical and Critical, on Curious and Uncommon Books. [Privatdruck], London 1885 (Digitalisat).
  - Nachdruck: Charles Skilton, London 1960.